# Réponse à la demande
La réponse à la demande (en anglais : demand response) comprend, de manière générale, tous les moyens mis en place pour changer le profil de consommation de l'électricité par les utilisateurs et donc la consommation totale électrique. D'après la Federal Energy Regulatory Commission américaine, elle est le changement d'utilisation de l'électricité par le consommateur final par rapport à l'usage habituel en réponse aux changements de prix de l'électricité au cours du temps, ou des remboursements destinés à diminuer l'usage de l'électricité lors de maxima des prix dans le marché de gros ou lors d'instabilité du réseau électrique.
La notion équivalente en Europe est présentée dans l'article Effacement de consommation électrique.

## Définition
Il est prévu que les programmes de réponse à la demande permettront de réduire la consommation électrique ou de la déplacer à des moments hors des périodes de maximum de consommation, en fonction du mode de vie et de la volonté du consommateur final.
En pratique, la réponse à la demande comprend les différentes actions prises du côté du consommateur en réponse aux défauts du système électrique (congestion du réseau ou prix élevés de l'électricité). Certains[Qui ?] décrivent la réponse à la demande comme un moyen économique alternatif à l'ajout de production d'électricité lors de forte demande énergétique. L'objectif majeur est de faire participer le consommateur dans la modification de son profil de consommation, répondant ainsi aux variations de prix. Autrement dit, le but est de faire correspondre la production d'électricité avec le prix final chez le consommateur et de permettre un changement de consommation en fonction des tarifs.